# Awdijiwka
Awdijiwka (ukrainisch Авдіївка, russisch Авдеевка Awdejewka) ist eine Kleinstadt in der Oblast Donezk in der Ukraine. Sie liegt etwa 15 km nördlich vom Donezker Stadtzentrum. Seit 2014 lag sie in unmittelbarer Nähe auf ukrainischer Seite der Front des Krieges im Donbass mit Russland. Awdijiwka ist ein wichtiger Straßen- und Eisenbahnknotenpunkt.
Die Stadt wurde in der Schlacht um Awdijiwka (2022 bis Februar 2024) weitgehend zerstört und anschließend von der russischen Armee eingenommen.

## Wirtschaft

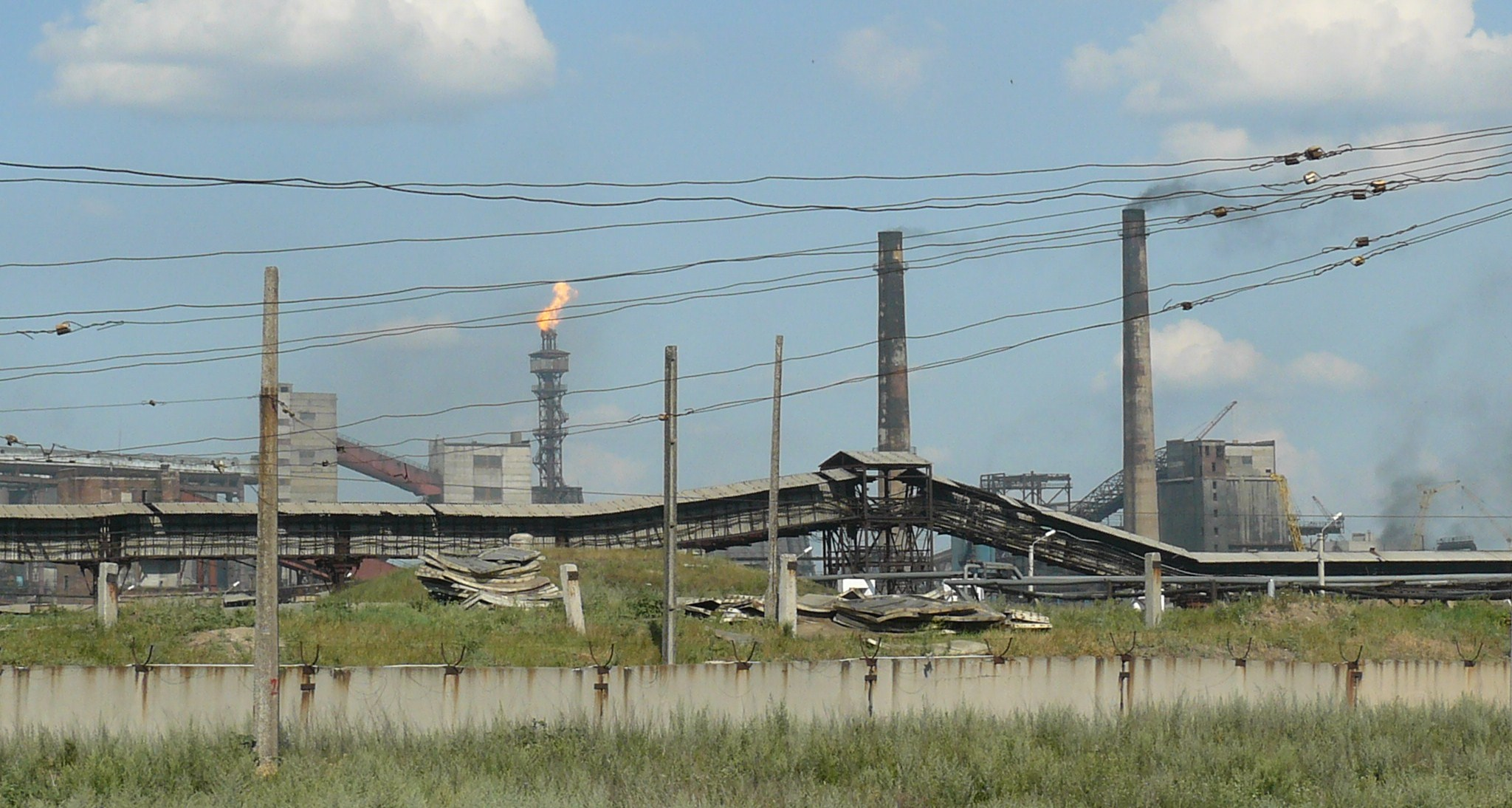
Kokerei Awdijiwka (AKHZ)

Ab 1963 wurde in der Stadt eine Kokerei (ukrainisch Авдіївський коксохімічний завод ‚AKHZ‘) errichtet und Schritt für Schritt zu einer der größten Anlagen Europas ausgebaut. Das Werk umfasst 3,4 Millionen Quadratmeter und beschäftigte 4000 Angestellte. Die Kohle stammte aus zwei naheliegenden Kohlebergwerken und der erzeugte Koks versorgte die Eisenhüttenwerke der Region, zum Beispiel das Metallurgische Kombinat Asow-Stahl in Mariupol. Die Tageskapazität betrug im Jahr 2013 12.000 Tonnen Koks und es wurden auch Produkte der Kohlechemie wie technische Schwefelsäure, Ammoniumsulfat, Rohbenzol, Kohleöl, Phenolate, Naphthalinfraktion, Elektrodenkohlenteerpech usw. erzeugt. Die Kokerei befindet sich im Besitz der Metinvest-Gruppe.

## Geschichte
Awdijiwka wurde in der Mitte des 18. Jahrhunderts gegründet und ist damit einer der ältesten Orte des Donezbeckens. Im späten 19. Jahrhundert wurde die Katharinenbahn gebaut. Sie führte durch einen neu errichteten Bahnhof in Awdijiwka und trieb die weitere Entwicklung voran.
1956 erhielt Awdijiwka Stadtrecht.
Ab 1965 verkehrte in der Stadt die Straßenbahn Awdijiwka.
Als der Krieg im Donbas im Juli 2014 begann, wurde Awdijiwka Frontstadt.
Am 30. Juli 2014 gelang es der Ukrainischen Armee, die prorussischen Separatisten aus dem Ort zu vertreiben. Im April 2016 versuchten prorussische Kräfte, ein Industrieviertel am Stadtrand von Awdijiwka und Ende Januar 2017 Stellungen der Ukrainischen Armee zu erobern.
Nachdem in Awdijiwka Ende Januar und Anfang Februar 2016 mehrere Zivilisten durch Artilleriefeuer pro-russischer Kämpfer getötet worden waren, evakuierten ukrainische Behörden etwa die Hälfte der 35.000 Einwohner, der Rest wollte zunächst bleiben.
Beide Seiten beschossen sich bei der Eskalation im Januar 2017 mit schweren Waffen, wobei mehrere Zivilisten und Soldaten starben.
Mit dem Beginn des Überfalls auf die Ukraine am 24. Februar 2022 durch russische Streitkräfte wurde auch Awdijiwka erneut zum umkämpften Ort. Ab Oktober 2023 begannen russische Kräfte eine Offensive mit dem Ziel, die Stadt einzukreisen, was ihnen allerdings nie zur Gänze gelang.
Anfang Februar 2024 erklärten ukrainische Behörden, dass kein Gebäude in Awdijiwka mehr intakt sei. Im selben Monat zogen sich ukrainische Einheiten vor zunehmend vorrückenden russischen Truppen aus Awdijiwka zurück. Am 17. Februar wurde die Stadt von den russischen Streitkräften vollständig eingenommen.
Die Stadt hatte zuletzt noch etwa 1.000 zivile Einwohner;
im Jahr 2019 waren es noch 32.500 gewesen.

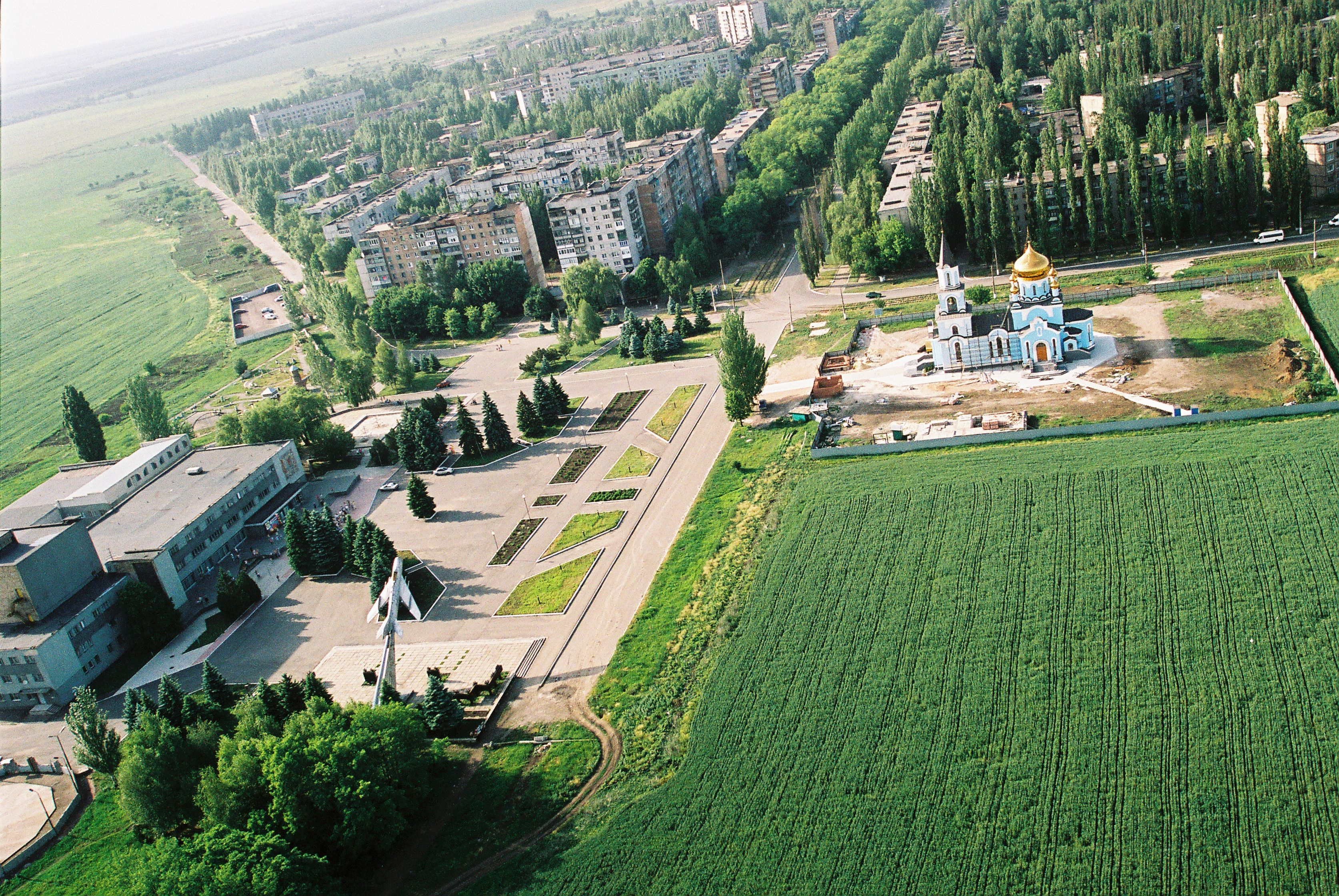
Blick über Awdijiwka mit der Kirche der heiligen Maria Magdalena und der Stadtbibliothek (2007)

## Verwaltungsgliederung
Am 12. Juni 2020 wurde die Stadt zum Zentrum der neugegründeten Stadtgemeinde Awdijiwka (Авдіївська міська громада/Awdijiwska miska hromada). Zu dieser zählen auch die Ansiedlung Opytne, bis dahin bildete die Stadt die gleichnamige Stadtratsgemeinde Awdijiwka (Авдіївська міська рада/Awdijiwska miska rada) unter direkter Oblastverwaltung und im Osten des ihn umschließenden Rajons Jassynuwata lag.
Am 17. Juli 2020 wurde der Ort selbst ein Teil des Rajons Pokrowsk.
Folgende Orte sind neben dem Hauptort Awdijiwka Teil der Gemeinde:
| Name                     | Name       | Name               |
| ukrainisch transkribiert | ukrainisch | russisch           |
| ------------------------ | ---------- | ------------------ |
| Opytne                   | Опитне     | Опытное (Opytnoje) |

## Bevölkerung
Bevölkerungsentwicklung zwischen 1926 und 2019 gemäß der demographischen Entwicklung (2022):
| 1926  | 1939   | 1959   | 1970   | 1979   | 1989   | 2001   | 2005   | 2015   | 2019   | 2024 |
| ----- | ------ | ------ | ------ | ------ | ------ | ------ | ------ | ------ | ------ | ---- |
| 5.084 | 17.288 | 18.206 | 29.181 | 34.795 | 39.833 | 37.210 | 36.407 | 34.728 | 32.531 | 941  |

| Volksgruppe | Einwohner | 2001 (%) |
| ----------- | --------- | -------- |
| Ukrainer    | 23.636    | 63,5     |
| Russen      | 12.553    | 33,7     |
| Weißrussen  | 343       | 0,9      |
| Griechen    | 206       | 0,6      |

## Söhne und Töchter (Auswahl)
- Alexander Walentinowitsch Nowak (* 1971), russischer Politiker, Energieminister

## Galerie

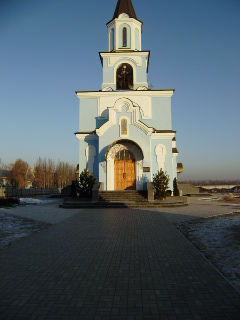
Sankt-Maria-Magdalenen-Kirche
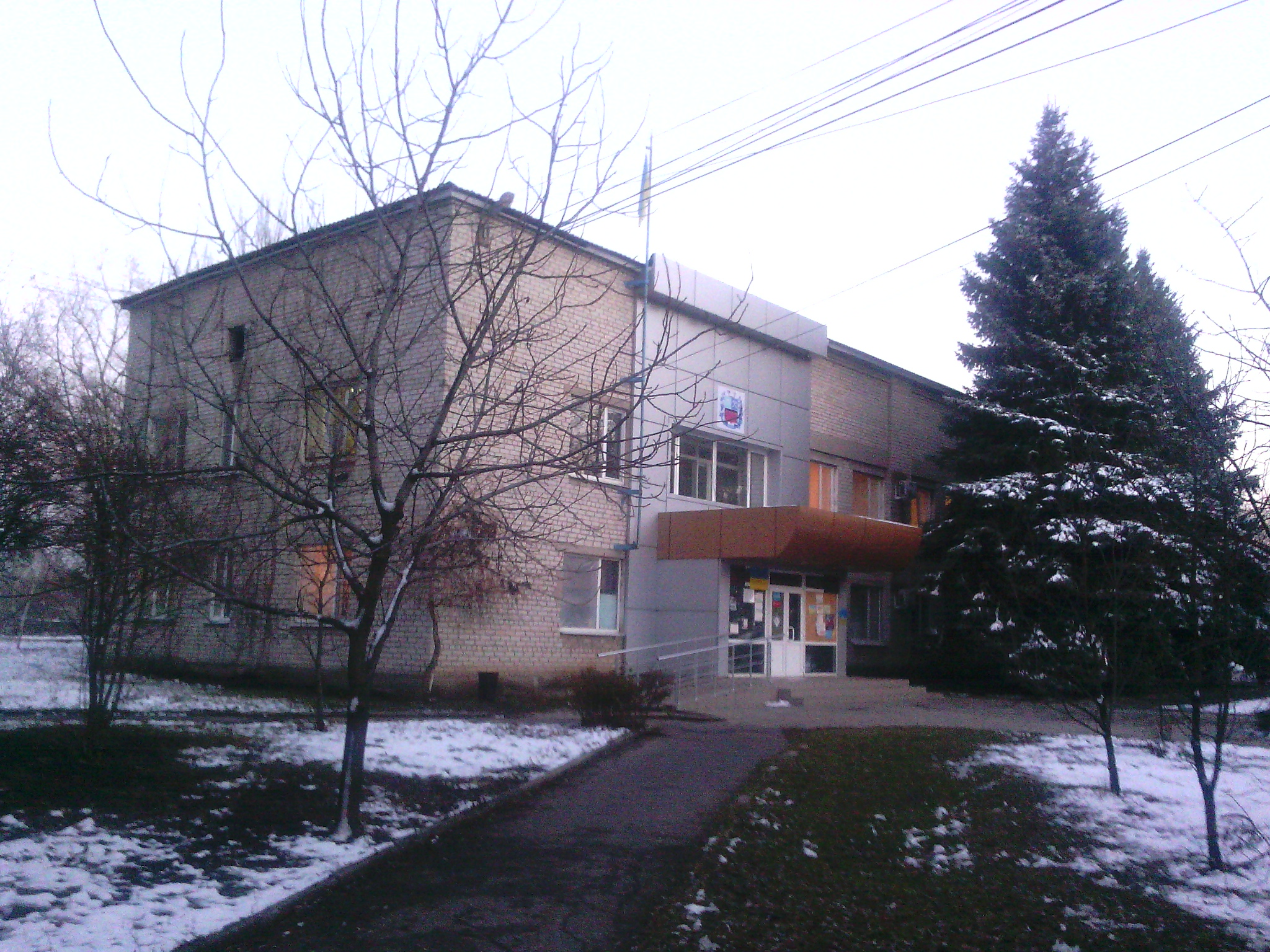
Gebäude der Stadtverwaltung
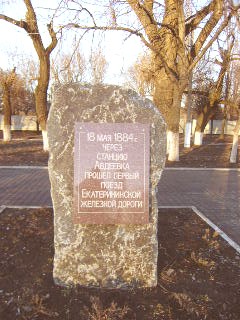
Gedenkstein zur Erinnerung an die Eröffnung der Eisenbahnstation Awdijiwka im Jahre 1884
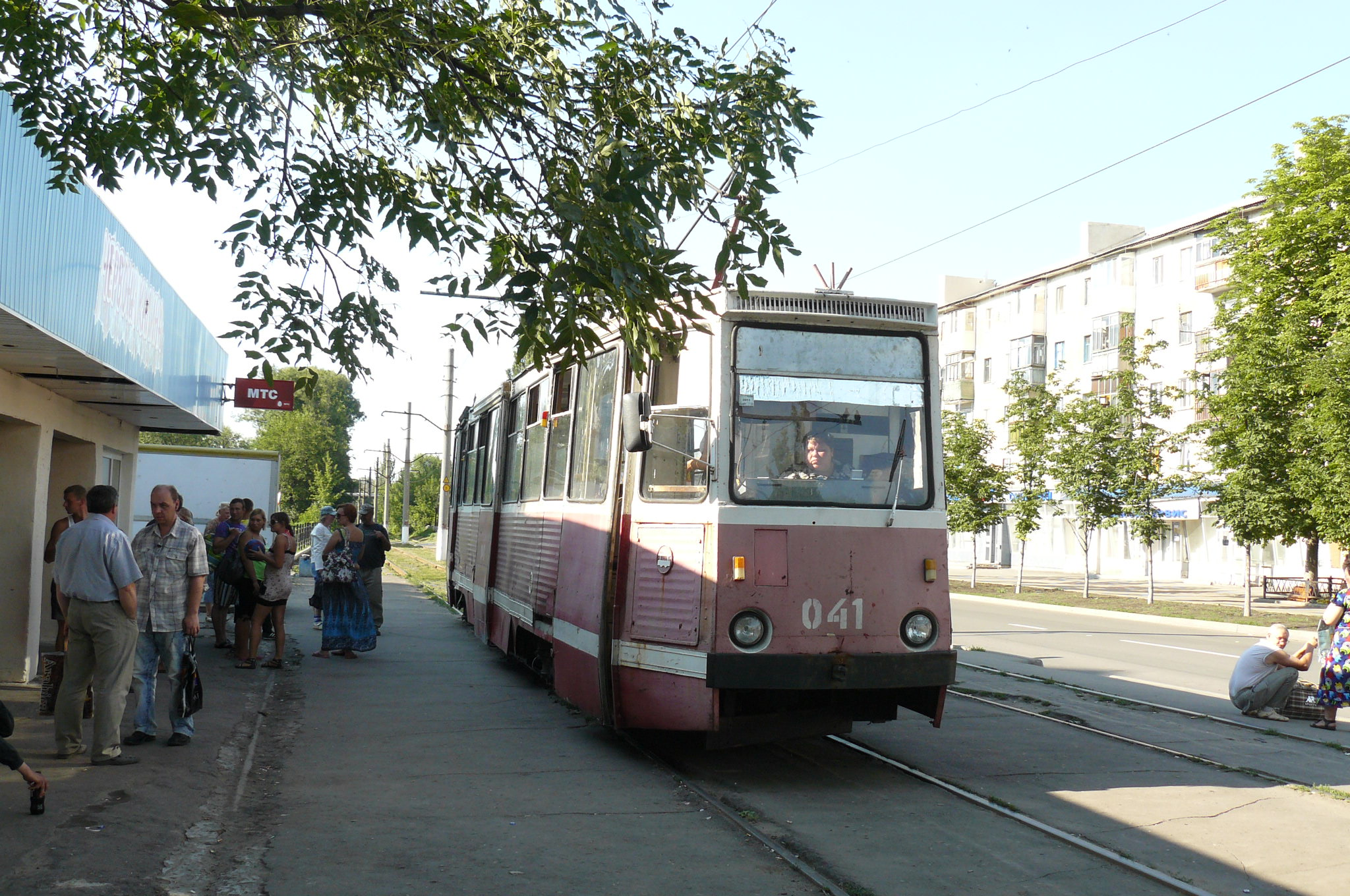
Straßenbahn in Awdijiwka
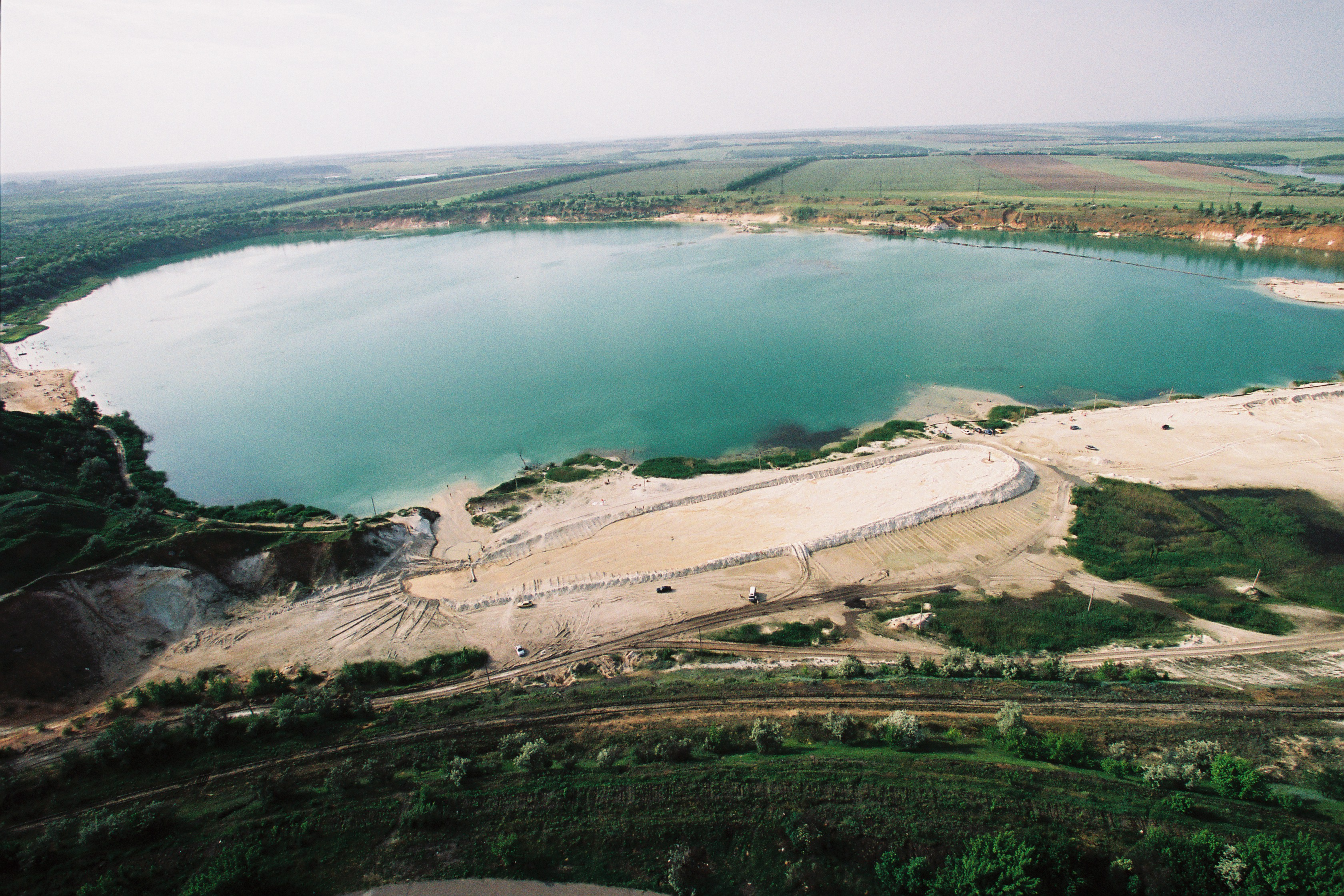
Baggersee bei Awdijiwka